# 달레트 계획
달레트 계획(히브리어: תוכנית ד 토크니트 달레트)은 1948년 팔레스타인 위임통치령 내전 당시 시온주의자들의 군사작전계획이다. 이 계획을 처음 제안한 것은 유대인 사무국(당시 사실상의 이스라엘 임시정부) 지도자 다비드 벤구리온이었고, 준군사조직 하가나에서 발전시켜 1948년 3월 10일 최종 입안히였다.
이 계획은 팔레스타인 위임통치령을 유대인의 국가 이스라엘로 만들기 위한 일련의 지침들로 이루어져 있었다. 달레트 계획의 실천은 아랍인 마을을 파괴하고 주민들을 추방하거나, 저항할 경우 살해하는 13개 작전들로 이루어졌다. 그 중 8개 작전은 유엔총회 결의안 181호에서 이스라엘령으로 할당된 범위 밖에서, 아랍 군대가 진주하기도 전에 수행되었다.
달레트 계획이 8주에 걸쳐 실시된 결과 팔레스타인 아랍인 공동체 대다수가 붕괴하였다. 작전 수행 과정에서 사망한 유대인은 1,253명(그 중 민간인 500여명)이었고, 유대인들에게 죽거나 내쫓긴 아랍인은 25만 명에서 30만 명이었다.